# Elevbevægelsens Hus
Elevbevægelsens Hus, Vibevej 31, 2400 København NV. Hjemsted for Danske Gymnasieelevers Sammenslutning (DGS), Landssammenslutningen af Handelsskoleelever (LH) og Erhvervsskolernes Elevorganisation (EEO) samt i en periode tillige Danske Skoleelever (DSE) (DSE frasolgte endeligt deres andel af huset i 2015).
De fire organisationer oprettede i efteråret 2006 fælles sekretariat i Københavns Nordvestkvarter efter mange års drømme og visioner. Et stort forarbejde fra bl.a. Thor Möger Pedersen, Martin Justesen, Martin Kaasgaard Nielsen og Robert Holst Andersen i 2004 gjorde sammenflytningen mulig. Det oprindelige initiativ blev dog startet tilbage i 1990erne.
55°42′00″N 12°31′54″Ø / 55.69992°N 12.53164°Ø